# Austin Wolf
Justin Heath Smith (sinh ngày 3 tháng 4 năm 1981), nghệ danh là Austin Wolf, là một cựu diễn viên phim khiêu dâm đồng tính người Mỹ. Trong suốt sự nghiệp của mình, anh đã giành được sáu giải GayVN Awards, hai Giải Pornhub, hai Giải Grabby và hai Giải Str8UpGayPorn.
Sinh ra và lớn lên ở Texas, Wolf chuyển đến Thành phố New York ở tuổi 20 để làm trai bao và giành được ba Giải Trai bao Quốc tế. Năm 2012, anh ra mắt làm diễn viên phim khiêu dâm với hãng phim khiêu dâm đồng tính Randy Blue. Wolf làm việc với Randy Blue được ba năm trước khi ký hợp đồng độc quyền với Falcon Studios. Anh ký hợp đồng độc quyền với CockyBoys vào năm 2019 và với Men.com vào năm 2023.
Năm 2024, Wolf bị khởi tố, bắt tạm giam về hành vi sở hữu, phát tán hàng trăm video khiêu dâm trẻ em. Tháng 6 năm 2025, Wolf nhận tội về một tội danh dụ dỗ người chưa thành niên thực hiện quan hệ tình dục.

## Tiểu sử
Justin Heath Smith sinh ngày 3 tháng 4 năm 1981 tại Alvarado, Texas. Anh có một em gái và một chị gái. Năm 17 tuổi, anh bắt đầu công khai xu hướng tình dục với bạn bè và gia đình. Mẹ anh ban đầu rất đau buồn nhưng sau đó chấp nhận xu hướng tình dục của Wolf. Năm 20 tuổi, anh chuyển đến New York để đi bán lẻ đồ nội thất thiết kế. Sau cuộc khủng hoảng tài chính 2007–08, anh mất việc làm và bắt đầu làm nhân viên pha chế tại một quán bar đồng tính. Wolf quyết định tạo tài khoản trên trang web trai bao Rentboy.com và bắt đầu hành nghề mại dâm nam.

## Sự nghiệp
Tháng 11 năm 2012, Wolf ra mắt làm diễn viên phim khiêu dâm cho hãng phim khiêu dâm đồng tính Randy Blue. Anh cho biết gia đình ủng hộ quyết định của anh, đặc biệt là mẹ anh, và cho rằng kỹ năng diễn xuất của mình là nhờ chứng nghiện tình dục. Anh làm việc cho Randy Blue được ba năm và thực hiện video hợp tác đầu tiên với nam diễn viên phim khiêu dâm Nicco Sky. Năm 2013, anh giành giải Top xuất sắc nhất và Thân hình đẹp nhất tại Giải Trai bao Quốc tế. Tháng 4 năm 2015, anh ký hợp đồng độc quyền với hãng phim khiêu dâm đồng tính Falcon Entertainment trong khi đồng thời xuất hiện trong các sản phẩm của hãng phim Raging Stallion và Hot House. Wolf xuất hiện ba lần trên chương trình trò chuyện The Wendy Williams Show nhờ quen biết Michael Lee Scott, giám đốc nghệ thuật của chương trình.
Năm 2012, anh tham gia chương trình Broadway Bares XXII: Happy Endings với Kyle Dean Massey và Jennifer Tilly. Năm 2013, anh xuất hiện trong chương trình Broadway The Big Man. Tháng 4 năm 2017, Wolf tạo tài khoản OnlyFans và bắt đầu đăng các video tự quay cảnh mình quan hệ tình dục khi ở độ tuổi đôi mươi, là một trong những diễn viên phim khiêu dâm đầu tiên sử dụng OnlyFans. Anh đạt được hơn một nghìn người đăng ký trong vòng hai tuần sau khi mở tài khoản. Tháng 10 năm 2018, một đoạn clip cho thấy một tiếp viên hàng không Delta Air Lines thực hiện quan hệ tình dục bằng miệng với Wolf trong nhà vệ sinh trên máy bay bị phát tán trên Twitter, khiến cho tiếp viên hàng không đó bị đình chỉ công tác do bị lộ thẻ nhân viên. Wolf phủ nhận quay lén cảnh quan hệ tình dục. Ngay sau đó, Wolf xóa tài khoản cá nhân trên Instagram. Trong cùng tháng, Wolf trở thành diễn viên phim khiêu dâm đồng tính được tìm kiếm nhiều nhất trên Pornhub và giành giải thưởng Str8UpGayPorn cho Daddy được yêu thích nhất. Ngoài ra, Wolf đăng một video khác quay cảnh anh quan hệ tình dục với một tài xế Uber. Năm 2018, Wolf là diễn viên phim khiêu dâm đồng tính phổ biến thứ tư trên Pornhub.
Tháng 4 năm 2019, Wolf ký hợp đồng độc quyền với hãng phim khiêu dâm đồng tính CockyBoys. Anh giành giải thưởng Diễn viên đồng tính yêu thích nhất tại Giải Pornhub lần thứ 2 vào tháng 10 năm 2019. Wolf là diễn viên phim khiêu dâm đồng tính được tìm kiếm nhiều thứ ba trên Pornhub vào năm 2019. Tháng 1 năm 2020, anh giành giải thưởng Người sáng tạo nội dung được người hâm mộ yêu thích nhất tại Giải Str8UpGayPorn lần thứ 3. Tháng 4 năm 2020, Wolf trở thành một đại sứ thương hiệu của Pornhub trong loạt video châm biếm "Scrubhub" như một phản ứng trước đại dịch COVID-19. Tháng 1 năm 2023, Wolf ký hợp đồng độc quyền với Men.com. Anh ra mắt cho hãng phim trong Fast & Vicious với bạn diễn Skyy Knox.
Cuối năm 2023, anh mời những ngôi sao khiêu dâm hàng đầu trên thế giới đến tham dự Tuần lễ hợp tác đầu tiên của mình tại Almar Resort ở Puerto Vallarta, México.

## Hình tượng công chúng
Wolf được coi là người tiên phong trong việc phổ biến OnlyFans như một nền tảng nội dung khiêu dâm. Anh sở hữu trang web nội dung khiêu dâm của riêng mình gọi là 4MyFans. David Levesley của tạp chí GQ Anh gọi Wolf là "một tên tuổi lớn trong ngành phim khiêu dâm đồng tính" vào tháng 6 năm 2019. Tháng 4 năm 2020, JC Adams của XBIZ mô tả Wolf là "một diễn viên kỳ cựu với một danh sách phim được ca ngợi" và "một người sáng tạo nội dung vô cùng phong phú". Tháng 1 năm 2019, tạp chí Vanity Fair gọi Wolf là "siêu sao khiêu dâm đồng tính". Tháng 1 năm 2020, Mickey Keating của tạp chí Instinct gọi anh là "ngôi sao khiêu dâm đồng tính tiêu biểu của thế giới". Matt Rettenmund của Boy Culture xếp hạng Wolf là một trong những diễn viên phim khiêu dâm đồng tính vĩ đại nhất. Daniel Villarreal của tạp chí Queerty gọi hình xăm rốn của anh là một thương hiệu cá nhân.

## Đời tư
Tính đến  năm 2019, Wolf có chồng.

### Bị bắt vì sở hữu hình ảnh khiêu dâm trẻ em
Ngày 21 tháng 4 năm 2024, Cục Điều tra Liên bang thực hiện lệnh khám xét căn hộ của Wolf ở Manhattan và tìm thấy một thẻ SD có hàng trăm video khiêu dâm trẻ em. Damian Williams, Công tố viên liên bang tại Quận phía Nam của New York, cho biết Wolf đã nhận và gửi video khiêu dâm trẻ em với một đặc vụ FBI nằm vùng trên Telegram từ ngày 24 đến ngày 28 tháng 3 năm 2024. Những video bao gồm một video có nội dung một người đàn ông cưỡng hiếp một đứa trẻ 10 tuổi và những video khác có nội dung trẻ sơ sinh. Tháng 6 năm 2024, Bộ Tư pháp Hoa Kỳ thông báo Wolf đã bị bắt, truy tố về hành vi phát tán, tiếp nhận và sở hữu hình ảnh khiêu dâm trẻ em. Tài khoản Twitter của Wolf bị vô hiệu hóa sau khi anh bị bắt. Tính đến ngày 25 tháng 2 năm 2025, Wolf bị giam giữ tại Trại giam giữ Metropolitan, Brooklyn. Tòa án đã hoãn lại vụ án tám lần nhằm cho phép luật sư của anh thương lượng với bên công tố để đạt được thỏa thuận.
Ngày 20 tháng 6 năm 2025, Wolf nhận tội về một tội danh dụ dỗ người chưa thành niên thực hiện quan hệ tình dục. Tội danh có hình phạt tối thiểu là mười năm tù.

## Đề cử và giải thưởng
| Giải thưởng           | Năm  | Hạng mục                                            | Đề cử                         | Kết quả   | Nguồn  |
| --------------------- | ---- | --------------------------------------------------- | ----------------------------- | --------- | ------ |
| Giải Cybersocket Web  | 2014 | Cảnh nóng xuất sắc nhất                             | Austin Wolfe and Caleb Strong | Đề cử     | [ 40 ] |
| Giải Cybersocket Web  | 2014 | Ngôi sao khiêu dâm mới xuất sắc nhất                | Bản thân                      | Đề cử     | [ 40 ] |
| Giải Cybersocket Web  | 2016 | Ngôi sao khiêu dâm xuất sắc nhất                    | Bản thân                      | Đề cử     | [ 41 ] |
| Giải Cybersocket Web  | 2017 | Ngôi sao khiêu dâm xuất sắc nhất                    | Bản thân                      | Đề cử     | [ 42 ] |
| Giải Cybersocket Web  | 2018 | Ngôi sao khiêu dâm xuất sắc nhất                    | Bản thân                      | Đề cử     | [ 43 ] |
| Giải Cybersocket Web  | 2018 | Cảnh nóng xuất sắc nhất                             | TKO Total Knockouts           | Đề cử     | [ 43 ] |
| Giải Cybersocket Web  | 2020 | Ngôi sao khiêu dâm xuất sắc nhất                    | Bản thân                      | Đề cử     | [ 44 ] |
| Giải Gay Fleshbot     | 2019 | Best Clip Performer                                 | Bản thân                      | Đề cử     | [ 45 ] |
| Giải Gay Fleshbot     | 2019 | Diễn viên của năm                                   | Bản thân                      | Đề cử     | [ 45 ] |
| Giải Gay Fleshbot     | 2019 | Cảnh nóng tập thể xuất sắc nhất                     | Aventón                       | Đề cử     | [ 45 ] |
| Giải GayVN            | 2018 | Daddy yêu thích nhất                                | Bản thân                      | Đề cử     | [ 46 ] |
| Giải GayVN            | 2018 | Cảnh nóng ái vật xuất sắc nhất                      | Skuff: Rough Trade 1          | Đoạt giải | [ 46 ] |
| Giải GayVN            | 2018 | Ngôi sao mạng xã hội                                | Bản thân                      | Đề cử     | [ 46 ] |
| Giải GayVN            | 2018 | Cảnh nóng tập thể xuất sắc nhất                     | The Fixer                     | Đề cử     | [ 46 ] |
| Giải GayVN            | 2019 | Cảnh nóng ba người xuất sắc nhất                    | Aventón                       | Đề cử     | [ 47 ] |
| Giải GayVN            | 2019 | Top xuất sắc nhất                                   | Bản thân                      | Đề cử     | [ 47 ] |
| Giải GayVN            | 2019 | Cặp đôi xuất sắc nhất                               | Cross Fuck                    | Đề cử     | [ 47 ] |
| Giải GayVN            | 2020 | Dom yêu thích nhất                                  | Bản thân                      | Đoạt giải | [ 48 ] |
| Giải GayVN            | 2020 | Nam diễn viên phụ xuất sắc nhất                     | Rags to Riches                | Đề cử     | [ 48 ] |
| Giải GayVN            | 2021 | Top yêu thích nhất                                  | Bản thân                      | Đoạt giải | [ 49 ] |
| Giải GayVN            | 2022 | Dom yêu thích nhất                                  | Bản thân                      | Đoạt giải | [ 50 ] |
| Giải GayVN            | 2023 | Thân hình yêu thích nhất                            | Bản thân                      | Đoạt giải | [ 51 ] |
| Giải GayVN            | 2023 | Favorite Creator Site Star                          | Bản thân                      | Đoạt giải | [ 51 ] |
| Giải Grabby           | 2014 | Best Newcomer                                       | Bản thân                      | Đề cử     | [ 52 ] |
| Giải Grabby           | 2014 | Người đàn ông nam tính                              | Bản thân                      | Đề cử     | [ 52 ] |
| Giải Grabby           | 2016 | Top nóng bỏng nhất                                  | Bản thân                      | Đề cử     | [ 53 ] |
| Giải Grabby           | 2016 | Người đàn ông nam tính                              | Bản thân                      | Đề cử     | [ 53 ] |
| Giải Grabby           | 2016 | Hottest Rimming                                     | Fined Tuned Ass               | Đề cử     | [ 53 ] |
| Giải Grabby           | 2016 | Hottest Rimming                                     | Total Exposure 1              | Đề cử     | [ 53 ] |
| Giải Grabby           | 2017 | Top nóng bỏng nhất                                  | Bản thân                      | Đề cử     | [ 54 ] |
| Giải Grabby           | 2017 | Người đàn ông nam tính                              | Bản thân                      | Đề cử     | [ 54 ] |
| Giải Grabby           | 2017 | Diễn viên của năm                                   | Bản thân                      | Đề cử     | [ 54 ] |
| Giải Grabby           | 2018 | Diễn viên chính xuất sắc nhất                       | The Fixer                     | Đề cử     | [ 55 ] |
| Giải Grabby           | 2018 | Best Group                                          | The Fixer                     | Đề cử     | [ 55 ] |
| Giải Grabby           | 2019 | Top nóng bỏng nhất                                  | Bản thân                      | Đề cử     | [ 56 ] |
| Giải Grabby           | 2019 | Cặp đôi xuất sắc nhất                               | Cross Fuck                    | Đề cử     | [ 56 ] |
| Giải Grabby           | 2019 | Cảnh nóng ba người xuất sắc nhất                    | Rideshare                     | Đề cử     | [ 56 ] |
| Giải Grabby           | 2021 | Diễn viên của năm                                   | Bản thân                      | Đề cử     | [ 57 ] |
| Giải Grabby           | 2021 | Top nóng bỏng nhất                                  | Bản thân                      | Đề cử     | [ 57 ] |
| Giải Grabby           | 2021 | Thân hình nóng bỏng nhất                            | Bản thân                      | Đề cử     | [ 57 ] |
| Giải Grabby           | 2021 | Daddy nóng bỏng nhất                                | Bản thân                      | Đoạt giải | [ 58 ] |
| Giải Grabby           | 2021 | Hottest Rimming                                     | A Man and His Boy Part 2      | Đề cử     | [ 57 ] |
| Giải Grabby           | 2023 | Top nóng bỏng nhất                                  | Bản thân                      | Đề cử     | [ 59 ] |
| Giải Grabby           | 2023 | Daddy nóng bỏng nhất                                | Bản thân                      | Đoạt giải | [ 60 ] |
| Giải Trai bao Quốc tế | 2013 | Best Newcomer                                       | Bản thân                      | Đề cử     | [ 61 ] |
| Giải Trai bao Quốc tế | 2013 | Top xuất sắc nhất                                   | Bản thân                      | Đoạt giải | [ 61 ] |
| Giải Trai bao Quốc tế | 2013 | Thân hình xuất sắc nhất                             | Bản thân                      | Đề cử     | [ 61 ] |
| Giải Trai bao Quốc tế | 2014 | Best Pornstar Escort                                | Bản thân                      | Đề cử     | [ 61 ] |
| Giải Trai bao Quốc tế | 2014 | Thân hình xuất sắc nhất                             | Bản thân                      | Đoạt giải | [ 61 ] |
| Giải Trai bao Quốc tế | 2015 | Top xuất sắc nhất                                   | Bản thân                      | Đoạt giải | [ 62 ] |
| Giải Pornhub          | 2019 | Most Popular Gay Performer                          | Bản thân                      | Đoạt giải | [ 63 ] |
| Giải Pornhub          | 2020 | Most Popular Gay Performer                          | Bản thân                      | Đề cử     | [ 64 ] |
| Giải Pornhub          | 2020 | Top Daddy Performer                                 | Bản thân                      | Đoạt giải | [ 65 ] |
| Giải Prowler          | 2020 | Ngôi sao khiêu dâm quốc tế xuất sắc nhất            | Bản thân                      | Đề cử     | [ 66 ] |
| Giải Str8UpGayPorn    | 2018 | Daddy yêu thích nhất                                | Bản thân                      | Đoạt giải | [ 67 ] |
| Giải Str8UpGayPorn    | 2018 | Favorite Gay Porn Star                              | Bản thân                      | Đề cử     | [ 67 ] |
| Giải Str8UpGayPorn    | 2018 | Cảnh nóng tập thể xuất sắc nhất                     | The Fixer                     | Đề cử     | [ 67 ] |
| Giải Str8UpGayPorn    | 2018 | Best Topping Performance                            | The Fixer                     | Đề cử     | [ 67 ] |
| Giải Str8UpGayPorn    | 2019 | Thân hình yêu thích nhất                            | Bản thân                      | Đề cử     | [ 68 ] |
| Giải Str8UpGayPorn    | 2019 | Favorite Topping Performance                        | Austin Wolf and Nico Leon     | Đề cử     | [ 68 ] |
| Giải Str8UpGayPorn    | 2019 | Người sáng tạo nội dung người hâm mộ yêu thích nhất | Bản thân                      | Đề cử     | [ 68 ] |
| Giải Str8UpGayPorn    | 2020 | Người sáng tạo nội dung người hâm mộ yêu thích nhất | Bản thân                      | Đoạt giải | [ 69 ] |
| Giải Str8UpGayPorn    | 2022 | Thân hình yêu thích nhất                            | Bản thân                      | Đề cử     | [ 70 ] |
| Giải XBIZ             | 2019 | Diễn viên đồng tính nam của nam                     | Bản thân                      | Đề cử     | [ 71 ] |
| Giải XBIZ             | 2020 | Diễn viên đồng tính nam của nam                     | Bản thân                      | Đề cử     | [ 72 ] |
| Giải XBIZ             | 2021 | Diễn viên đồng tính nam của nam                     | Bản thân                      | Đề cử     | [ 73 ] |